# Långtjärnen (Älvros socken, Härjedalen, 687521-144461)
Långtjärnen är en sjö i Härjedalens kommun i Härjedalen och ingår i Ljusnans huvudavrinningsområde.